# Юсифов, Закир Тофиг оглы
Закир Тофиг оглы Юсифов (азерб. Zakir Tofiq oğlu Yusifov; 29 сентября 1956 — 11 октября 1992) — азербайджанский лётчик, майор, Национальный Герой Азербайджана.

## Биография
Родился в конце сентября 1956 года в Баку.
Увлекался философией и Римским правом, хотел стать юристом. С успехом окончил Сасовское лётное училище. В 1980 году Закир поступил на юридический факультет АГУ (Азербайджанский государственный университет). После кровавых событий чёрного января 1990 года, Закир Юсифов пришёл в парткомиссию и положил на стол партбилет и заявление с просьбой отчислить его из рядов партии. В заявлении он написал:

«Я не могу быть членом партии, которая уничтожает свой народ.»

### Первая карабахская война
Летом 1992 года на боевые задания летчики Азербайджана вылетали парами. Одной из этих пар была пара Закира Юсифова и Закира Меджидова.
6 августа в пределах населённого пункта Касапет Мардакертского участка фронта, где были сосредоточены значительные силы противника, два Закира поддерживали с воздуха наступление азербайджанской бригады. Ведущий группы Закир Юсифов, произведя одно нажатие, выходил из боя, и его место занимал Закир Меджидов. Однако второй вертолёт подбили, и все трое на борту (Закир Меджидов, Руслан Половинка и Джаваншир Рагимов) погибли.
На подступах к Кубатлы, армяне, развив наступление, выдавливали азербайджанские войска при поддержке своих штурмовых вертолётов. В тот осенний день азербайджанские позиции штурмовало сразу три Ми-24, из которых, согласно азербайджанским данным, армяне потеряли две машины, а третий вертолёт ушёл с повреждениями. К счастью для пилотов, никто не пострадал, но одна машина сгорела полностью. Второй вертолёт, совершил посадку, пытаясь забрать экипаж, но в этот момент, выстрелом из гранатомета, был выведен из строя. Граната, попав в радиоотсек, повредила гидросистему вертолёта. Третий вертолёт забрав оба экипажа подбитых машин, смог улететь. Десять часов понадобилось технику, доставленному к месту посадки, чтобы как-то починить машину, которую пытался отбить наступающий противник. Когда работа была завершена, к месту аварии, на вертолёте ПСС, были доставлены Закир Юсифов и оператор, которые перегнали вертолёт на базу.
Почти после каждого вылета, вертолёт Закира Юсифова возвращался на базу изрешечённый пулями. Однако он вновь появлялся над позициями противника. Пленные армянские солдаты с почтеньем отзывались о храбрости пилота.

### Гибель

Могила Закира Юсифова. Аллея шахидов, Баку

В 1992 году в Кубатлинском районе, близ населённого пункта Сафиан, сосредоточились силы армян, для уничтожения которых, а также для поддержки наземных сил, были отправлены три азербайджанских вертолёта. Закир должен был лететь первым, отстреляться одним нажатием и уйти, прикрывая следующих пушкой. Все экипажи открутили «воздушную карусель», чётко выполнив поставленную задачу. Закир Юсифов дал команду:«Уходим! Группа, порядок. Домой.»  Группа возвращалась вдоль оврага на предельно малой высоте. В Агджабеди, на аэродром, один за другим приземлились два вертолёта, которыми управляли товарищи Закира, Бахлул и Ханлар. Но Закира видно не было.
Обратно на Ми-2  состоялся вылет в поисках пропавшего вертолёта. Закира вызывали, но эфир молчал. В тот день видимость для пилотов была отличной, и они заметили поднимающийся от земли столб чёрного дыма. Вдоль дороги на Кубатлы, на холме, далеко от линии фронта, пилоты увидели остов разрушенного вертолёта, вокруг которого столпились местные жители, и успели сбить огонь и вытащить из машины тела погибшего экипажа. Приземлившись, бойцы расспросили людей и обследовали местность. Вертолёт развалился на вершине, а вверх по склону холма шли следы от цепляющихся за землю пилонов.  Экипаж не заметил повреждения, пока приборы не показали отсутствия жидкости в гидросистеме. Справиться с управлением вертолёта было уже невозможно.
Закир Юсифов вместе со свои экипажем погибли.

## Память
Указом № 457 президента Азербайджанской Республики от 5 февраля 1993 года Юсифову Закиру Тофиг оглы было присвоено звание Национального Героя Азербайджана (посмертно).
Похоронен на Аллее Шахидов в Баку.
Именем Закира Юсифова названа улица и школа № 194 в Баку, в которой некогда учился Юсифов.